# Museo Episcopal de Vic
El Museo Episcopal de Vic (en catalán y oficialmente Museu Episcopal de Vic) es un museo de arte que fue inaugurado el año 1891 por el obispo Josep Morgades, que entonces presidía la Sociedad Arqueológica de Vic. Esta sociedad había creado el Museo Lapidario con motivo del descubrimiento del Templo romano de Vic en el año 1882, base del Museo Episcopal.

## Edificio
Sus primeras instalaciones ocupaban el espacio situado sobre el claustro de la catedral de Vic y del palacio del obispo. En el año 1898 fue nombrado conservador del museo Josep Gudiol i Conill, gracias al cual las colecciones aumentaron considerablemente. Este trabajo fue continuado con gran empeño, entre 1931 y 1978, por Eduard Junyent. Con el gran aumento de las colecciones en 1941 se trasladaron al antiguo colegio de Sant Josep, situado al lado de la catedral. En 1995, bajo la dirección arquitectónica de Alfons Milà y Frederic Correa, se rehízo el colegio de Sant Josep, construyendo un nuevo edificio para albergar las grandes colecciones de que dispone. En el año 2001 la Generalidad de Cataluña lo declaró museo de interés nacional.

## Colecciones
Sus secciones, ordenadas en sentido cronológico y estilístico, están divididas entre la colección de arqueología y lapidaro, la de románico, gótico y renacimiento, la de textil e indumentaria y la sección dedicada al vidrio, piel, orfebrería y cerámica.
Planta sótano: Arqueología  y lapidario. Ubicada al sótano del edificio, contiene obras que comprenden desde la prehistoria hasta la época alta medieval. Se pueden observar pergaminos, colección de lapidarios y restos arqueológicos griegos, iberos y romanos.
Planta baja: Pintura y escultura románica y gótica (siglos XII-XV). La colección románica es la más extensa y donde se encuentras las obras más preciadas que permiten hacer un recorrido por los estilos románicos, el románico geometrizante, 1200 y hasta el gótico lineal francés. Se pueden ver pinturas murales románicas como las de Osormort, Brull, Sescorts y Seo de Urgel además de pinturas sobre tabla tipo baldaquino como el Baldaquino de la Vall de Ribes y tipo frontales de altar como el de Sant Martí de Puigbó y el de Santa Margarita de Vilaseca. De escultura, encontramos tallas de piedra y de madera en que destacan el Desprendimiento de Santa Eulàlia d’Erill la Vall y una colección de vírgenes románicas. 
La colección gótica empieza en esta planta y termina en la siguiente. En esta planta se puede ver desde el gótico lineal francés, pasando por el italogótico hasta el primer gótico internacional. Algunos ejemplos son: la Virgen de Boixadors, el retablo de alabastro de Bernat Saulet y pinturas sobre tabla en forma de retablos, donde destacan el retablo  de advocación franciscana de Santa Clara de Lluís Borrassà, representante del primer gótico internacional y el retablo de Guimerà de Ramon de Mur.
Primera planta: Permite avanzar del primer gótico internacional a los primeros humanistas del segundo gótico internacional hasta el renacimiento. Los autores sobre tabla más representativos del segundo gótico internacional que se encuentran en el museo son Bernat Martorell, Jaume Huguet y Joan de Rua. 
En esta planta también se conservan una parte de las colecciones de artes decorativas como la de textil, indumentaria litúrgica  y vidrio.
Segunda planta: Es donde se ubican la mayor parte de artes decorativas que se conservan en el museo como artes de la piel, orfebrería, numismática, forja y cerámica de los oficios hasta el siglo XVIII.